# Asterococcus quercicola
Asterococcus quercicola är en insektsart som beskrevs av Borchsenius 1960. Asterococcus quercicola ingår i släktet Asterococcus och familjen Cerococcidae. Inga underarter finns listade i Catalogue of Life.